# Rogue Trooper (игра, 1986)
Rogue Trooper — компьютерная игра, разработанная компанией Design Design Software и изданная Piranha Software (Великобритания) в 1986 году для Amstrad CPC, Commodore 64 и ZX Spectrum.
. Игра представляет собой научно-фантастическую стрелялку в изометрической перспективе по мотивам одноимённого комикса. Позднее игра была переиздана компаниями Alternative Software (Великобритания), System 4 (Испания), Zafi Chip (Испания), Z Cobra (Испания).

## Сюжет
На планете Новая Земля (англ. Nu-Earth), расположенной на краю галактики, только один человек не чувствует страха. Только один человек способен дышать ядовитыми газами, окутывающими её убийственные поля. На Новой Земле его знают как генетического пехотинца по имени Роуг (англ. Rogue).
Роуг — единственный выживший из отряда солдат, вырезанного во время ужасной резни в Зоне Кварц, устроенной нортами (англ. North). Его товарищи по оружию — Ганнар, Хельм и Бэгман погибли, но их личности были записаны в микрочипы, ставшие частью экипировки Роуга.
Солдат подозревает, что нападение врага было следствием предательства в собственных рядах. Но сперва он должен выжить в неравном бою и покинуть планету.

## Игровой процесс
Управляя Роугом, игрок должен собрать и вывезти на Землю 8 видеокассет, на которых записаны факты, подтверждающие измену. Кассеты, а также остатки продовольствия и амуниция разбросаны вокруг развалин форта, в центре которых солдат начинает свой путь к спасению. А препятствий к спасению множество: это и выслеживающие Роуга солдаты-норты, открывающие огонь при его появлении, и огневые башни, и минные поля.
В игре присутствует несколько типов местностей: база, пустыня, лес, космопорт (каждая зона имеет свой цвет игрового экрана). В космопорте стоит готовый к отправке космических корабль, готовый доставить солдата к своим.
Трое коллег солдата через личный компьютер дают ему советы и подсказки, предупреждают об опасности и своими шутками скрашивают его одиночество на вражеской территории.
Собрав все 8 кассет, Роуг садится в корабль и по возвращении разоблачает генерала-предателя, а трое его друзей восстанавливают по записям их личностей.
Энергия Роуга быстро тратится после попаданий вражеских выстрелов и особенно после того, как он наступает на мину. Пополнить её можно, подобрав аптечку.

## Восприятие
| Иноязычные издания | Иноязычные издания |
| Издание            | Оценка             |
| ------------------ | ------------------ |
| Zzap!64            | 69 %               |

В июле 1987 года журнал Zzap!64 поместил обзор игры Rogue Trooper. Авторы похвалили игру за адекватно составленную инструкцию и неплохую графику — несмотря на монохромность, персонажи хорошо узнаваемы, благодаря чему игра способна воссоздать атмосферу исходного комикса. Однако, из-за простоты завершения, слабого звукового сопровождения и относительной дороговизны (£9,95 за кассетную и £14,95 за дисковую версию) игра получила общую оценку 69 % (с комментарием: «Игра может быть привлекательной для любителей комиксов серии 2000AD»).